# José Fernando Pacheco Sáez
José Fernando Pacheco Saéz es un ex ciclista profesional español. Nació en Castañeda (Cantabria) el 30 de mayo de 1962. Fue profesional entre 1985 y 1992 ininterrumpidamente.

## Palmarés
1985
- 1 etapa de la Vuelta a La Rioja

1988
- 1 etapa de la Vuelta a Florida

## Equipos
- Teka (1985-1986)
- Reynolds (1987)
- Teka (1988-1990)
- Banesto (1991)
- Wigarma (1992)